# Вергоязов, Рафаиль Равильевич
Рафаи́ль Рави́льевич Вергоя́зов (17 сентября 1993, Усть-Каменогорск) — казахстанский каноист-слаломист, участник Олимпийских игр 2012 года в Лондоне.
Тренер юношеской сборной Казахстана по гребли на байдарках и каноэ, 2017 - 2018 г. Тренер Национального олимпийского комитета республики Казахстан.

## Биография
На чемпионате Азии 2011 года Вергоязов завоевал две медали. Рафаиль завоевал серебряную медаль в командном зачёте, а также занял третье место в личном. В 2010 году принял участие в летних Азиатских Игр, проходившие в китайском городе Гуанчжоу, где занял 5-е место.
На летних Олимпийских играх 2012 года занял 17-е место в соревнованиях каноэ-одиночек, набрав в своей лучшей попытке 125,49 очков.
Вергоязов Рафаиль занял третье место в командном зачете вместе с Волковым Петром и Черкасовым Сергеем.